# Titularbistum Ammoniace
Ammoniace ist ein Titularbistum der römisch-katholischen Kirche.
Es geht zurück auf ein ehemaliges Bistum im heutigen Libyen.
| Titularbischöfe von Ammoniace |                                      |                                             |                    |                 |
| Nr.                           | Name                                 | Amt                                         | von                | bis             |
| 1                             | Joseph Grueter CMM                   | emeritierter Bischof von Umtata (Südafrika) | 26. September 1968 | 3. März 1971    |
| 2                             | Luis María Blas Maestu Ojanguren OFM | Apostolischer Vikar von San Ramón (Peru)    | 11. März 1971      | 24. Januar 1983 |